# Cape d'Or
Cape d'Or är en udde i Kanada.   Den ligger i provinsen Nova Scotia, i den sydöstra delen av landet, 900 km öster om huvudstaden Ottawa.
Terrängen inåt land är platt åt nordost, men åt nordväst är den kuperad. Havet är nära Cape d'Or åt sydväst. Trakten är glest befolkad. 